# Advancetown
Advancetown ist ein Vorort der Stadt Gold Coast in Queensland in Australien. Er liegt etwa zwölf Kilometer westlich des Zentrums und hatte im Jahr 2021 528 Einwohner.

## Geographie

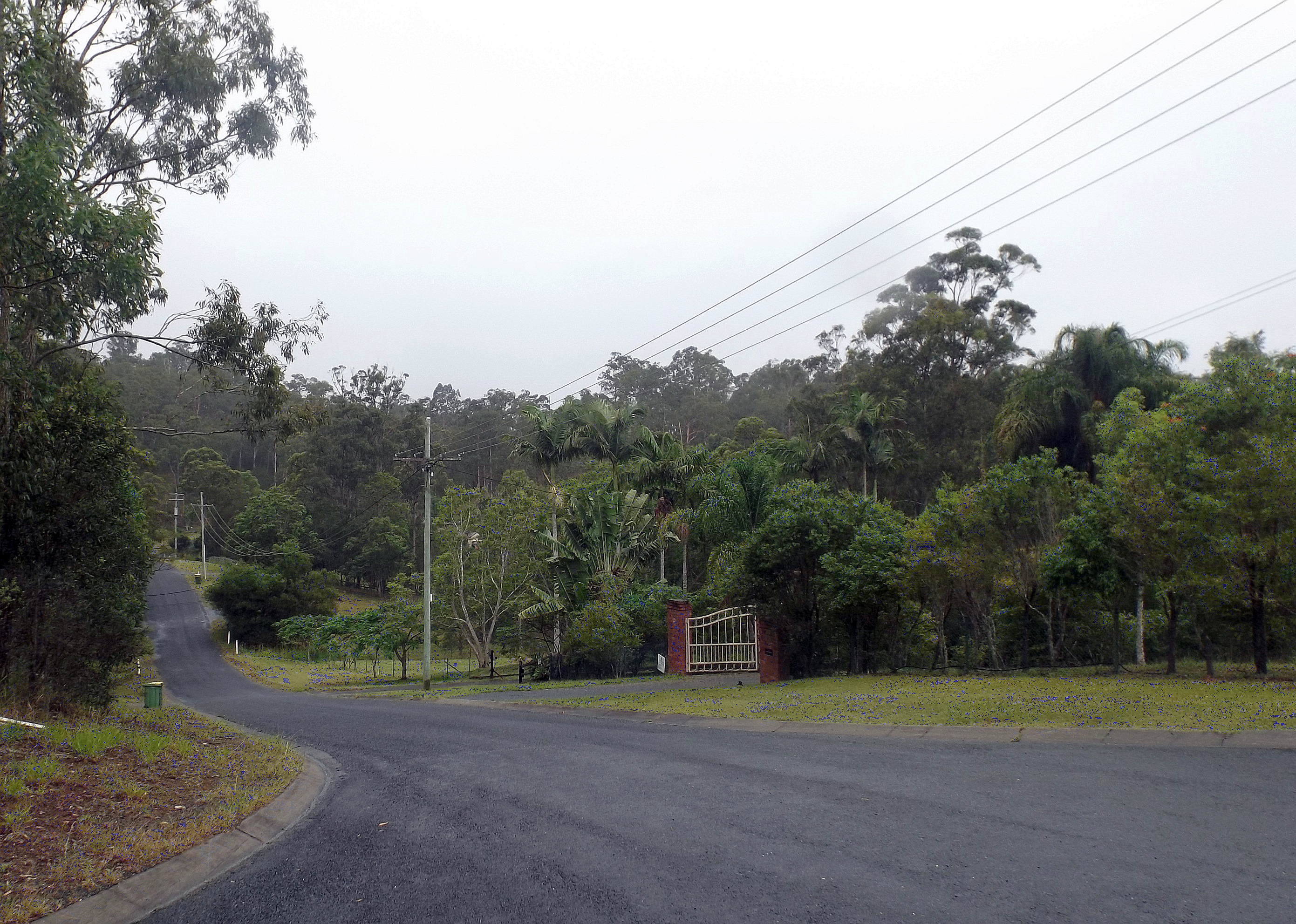
Straßenzug in Advancetown (2016)

Advancetown liegt am östlichen Rand des hügeligen Küstengebirges, dem sogenannten Gold Coast Hinterland.
Der am Ort nahegelegene Hinze-Damm, mehrfach erhöht, ist eines der wichtigsten Trinkwasserreservoirs für die Bewohner der Gold Coast. Der See hat eine Fläche von 15 Quadratkilometern, der Damm ist 1850 Meter lang.

## Geschichte

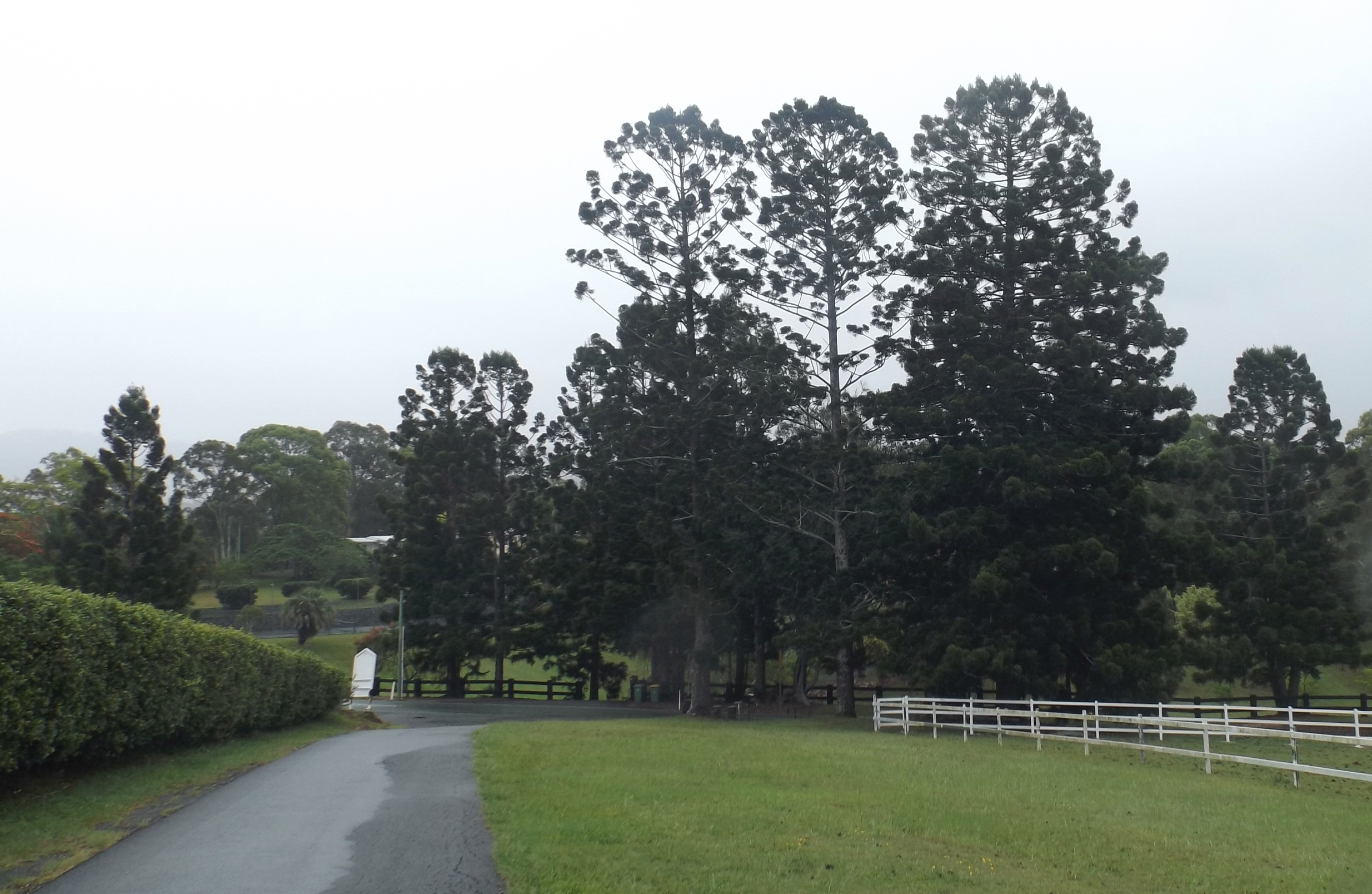
Die Avenue of Commemorative Trees ist auf der Liste des Gold-Coast-Erbes.

1870 drangen in das Gebiet von Advancetown erstmals Holzfäller ein, um Holz in den Pine Mountains zu schlagen. Davor lebten in diesem Gebiet Aborigines. 1881 begann die erste europäische Besiedlung des Gebietes durch David Yuan, der ein Sägewerk aufbaute.
Die kleine Siedlung begann zu wachsen, als Holztransporte aus der McPherson Range zum Bahnhof in Nerang auf halbem Weg den Ort passierten. Der Ort wurde zur Rast und zur Übernachtung von Fuhrleuten genutzt. 1938 waren noch immer bis zu 24 Ochsengespanne für den Holztransport in dem Gebiet aktiv.
1884 wurde das erste Hotel, das Beechmont Hotel eröffnet, das Ernest Belliss im Jahr 1905 aufkaufte und in Advancetown Hotel umnannte. Belliss gab später einen Teil seines Grundstückes für die Advancetown School ab. Er verkaufte das Hotel im März 1924, das sieben Jahre später abbrannte. Ein neues Advancetown Hotel wurde noch im selben Jahr gebaut und eröffnete im Februar 1934. Die Advancetown State School begann im Jahr 1909 ihren Schulbetrieb, den sie 1913 wieder schloss. Fünf Jahre später öffnete sie wieder, um erneut 1952 zu schließen. 1977 wurde der Hinze-Damm errichtet, der zwischen dem Advancetown Lake und dem Nerang River liegt. Da die Siedlung Advancetown teilweise überflutet wurde, musste sie aufgegeben werden.
Nach der Flutung wurde die umliegende Gegend wegen des angrenzenden Latimer Creeks in Latimer umbenannt. Am 11. Mai 1985 wurde der kleine Ort wieder Advancetown benannt. Einige historische Häuser sind ins Denkmalregister der Gold Coast eingetragen.
Der Vorort war Teil des Shire of Albert, bis er 1995 mit der LGA Gold Coast City vereint wurde.